# NGC 4955
NGC 4955 est une vaste galaxie elliptique relativement éloignée et située dans la constellation de l'Hydre. Sa vitesse par rapport au fond diffus cosmologique est de 3 765 ± 23 km/s, ce qui correspond à une distance de Hubble de 55,5 ± 3,9 Mpc (∼181 millions d'al). NGC 4955 a été découverte par l'astronome britannique John Herschel en 1835.
NGC 4955 est une radiogalaxie à spectre continu (Flat-Spectrum Radio Source).
À ce jour, quatre mesures non basées sur le décalage vers le rouge (redshift) donnent une distance de 39,725 ± 10,402 Mpc (∼130 millions d'al), ce qui est tout juste à l'extérieur des valeurs de la distance de Hubble. Notons cependant que c'est avec la valeur moyenne des mesures indépendantes, lorsqu'elles existent, que la base de données NASA/IPAC calcule le diamètre d'une galaxie et qu'en conséquence le diamètre de NGC 4955 pourrait être d'environ 79,5 kpc (∼259 000 al) si on utilisait la distance de Hubble pour le calculer.

## Groupe de NGC 4936

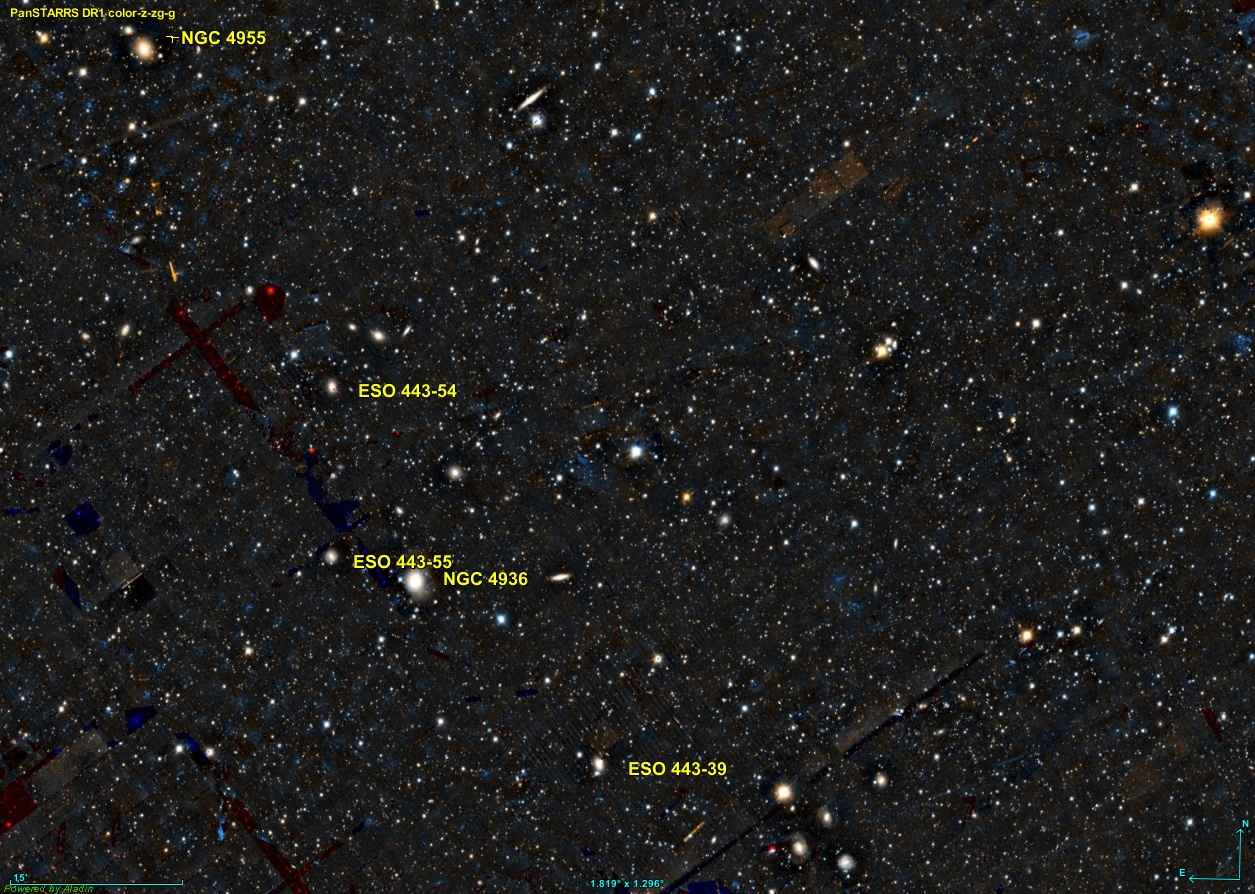
Quatre des sept galaxies du groupe de NGC 4936.

Selon A. M. Garcia, NGC 4955 fait partie du groupe de NGC 4936. Ce groupe compte au moins sept membres. Les six autres galaxies du groupe sont NGC 4936, ESO 443-39, ESO 443-54, ESO 443-55, ESO 443-59 et ESO 443-66.
La distance de Hubble de la galaxie PGC 45351 (ESO 443-66) située au nord-est de NGC 4955 (voir image) est égale à 53,19 ± 3,78 Mpc (∼173 millions d'al) Il est donc possible que ces deux galaxies forment une paire physique.